# فيرماناغ وجنوب تيرون (دائرة انتخابية في المملكة المتحدة)
فيرماناغ وجنوب تيرون  (بالإنجليزية: Fermanagh and South Tyrone)‏ هي إحدى الدوائر الانتخابية في المملكة المتحدة الممثلة في مجلس العموم في برلمان المملكة المتحدة.
عضو البرلمان الذي يمثلها حالياً هو :Michelle Gildernew (SF).